# Малый Куналей
Ма́лый Кунале́й (бур. Бага Хунилаа) — село в Бичурском районе Бурятии. Административный центр сельского поселения «Малокуналейское».

## География
Расположено в 19 км к востоку от районного центра, села Бичура, на левом берегу реки Хилок при впадении речек Большой Куналей и Малый Куналей, в 2 км юго-восточнее региональной автодороги Р441 Мухоршибирь — Бичура — Кяхта на начальном участке республиканской автодороги 03К-005 к границе с Забайкальским краем.

## Население
| 2002  | 2010  | 2012  | 2013  | 2014  | 2015  | 2016  |
| ----- | ----- | ----- | ----- | ----- | ----- | ----- |
| 2195  | ↘2013 | ↗2017 | ↘1970 | ↘1940 | ↘1915 | ↘1884 |
| 2017  | 2018  | 2019  | 2020  | 2021  | 2023  | 2024  |
| ↗1886 | ↘1844 | ↘1813 | ↘1793 | ↘1614 | ↘1579 | ↘1573 |
| 2025  |       |       |       |       |       |       |
| ↘1534 |       |       |       |       |       |       |

## Достопримечательности

### Владимирская церковь
- Церковь в честь иконы Божией Матери «Владимирская» — православный храм, воздвигли в 2000 году. Относится к Улан-Удэнской епархии Бурятской митрополии РПЦ. Здание возведено из бревен, увенчано куполом.
- На северной окраине села, на правом берегу реки Хилок напротив больницы, расположена стоянка древнего человека — Куналей, возрастом 30 — 20 тыс. лет назад. Является памятником археологии и объектом культурного наследия России федерального значения.